# Manuela Jahrmärker
Manuela Jahrmärker, verheiratete Huber (* 1957 in München), ist eine deutsche Musikwissenschaftlerin, die an der Universität Bayreuth lehrt.

## Leben
Manuela Jahrmärker ist die Tochter des Kardiologen Hans Jahrmärker und der Ärztin Ursula Jahrmärker geb. Weckesser. Sie studierte das Konzertfach Klavier an der Musikhochschule München und am Oberlin Konservatorium in Ohio, wo sie 1982 mit dem Bachelor of Music abschloss. Anschließend wechselte sie an die TU Berlin, wo sie u. a. bei Carl Dahlhaus Musikwissenschaft sowie bei Peter Wapnewski und Norbert Miller Germanistik studierte. In beiden Fächern absolvierte sie und wurde 1993 mit einer Arbeit über die Ossianrezeption promoviert.
Zugleich und anschließend wirkte sie als Mitarbeiterin an Pipers Enzyklopädie des Musiktheaters am Forschungsinstitut für Musiktheater in Thurnau. Ab 1997 war sie einige Jahre als Mitarbeiterin der Schubertausgabe in der Universität Tübingen und gab dort eine Reihe von Noteneditionen heraus.
Anschließend war sie als Privatdozentin und Professorin im Stab der Musik- und Theaterwissenschaft an der Universität Bayreuth tätig.
Sie war mit dem 2014 verstorbenen Unternehmer Hans Georg Huber verheiratet.

## Veröffentlichungen (Auswahl)
- Die Ballettpantomimen von Eugène Scribe: Texte, Skizzen und Entwürfe. Feldkirchen bei München : Ricordi – Paderborn : Univ. Press 1999.
- Die Libretto- und Opernwerkstatt Eugène Scribe: Edition der Werkpläne = L’atelier du librettiste Eugène Scribe. Manuela Jahrmärker u. Naoka Werr (= Thurnauer Schriften zum Musiktheater, Band 30), 2015.
- Der Zauberfloete zweyter Theil unter dem Titel: Das Labyrinth oder Der Kampf mit den Elementen : vollständiges Textbuch Hans Schneider Tutzing 1992